# Oscar (poisson)
Astronotus ocellatus
Pour les articles homonymes, voir Oscar.
Espèce
Synonymes
- Acara compressus Cope, 1872[1] [2]
- Acara hyposticta Cope, 1878[2]
- Acara ocellatus[2]
- Astronotus ocellatus zebra Pellegrin, 1904[2]
- Astronotus orbiculatus Haseman, 1911[1] [2]
- Cychla rubroocellata Jardine & Schomburgk, 1843[2]
- Lobotes ocellatus Agassiz, 1831[1] [2]

L'Oscar (Astronotus ocellatus) est un poisson de la famille des cichlidés originaire d'Amérique du Sud  et populaire dans les aquariums.

## Répartition, habitat
Astronotus ocellatus se rencontre dans le bassin amazonien (Pérou, Colombie et Brésil) ainsi qu'en Guyane française. Il est mentionné également en Argentine. 
Ce poisson peuple principalement les eaux à faible courant, au milieu des branches et des troncs d'arbres tombés.

## Description

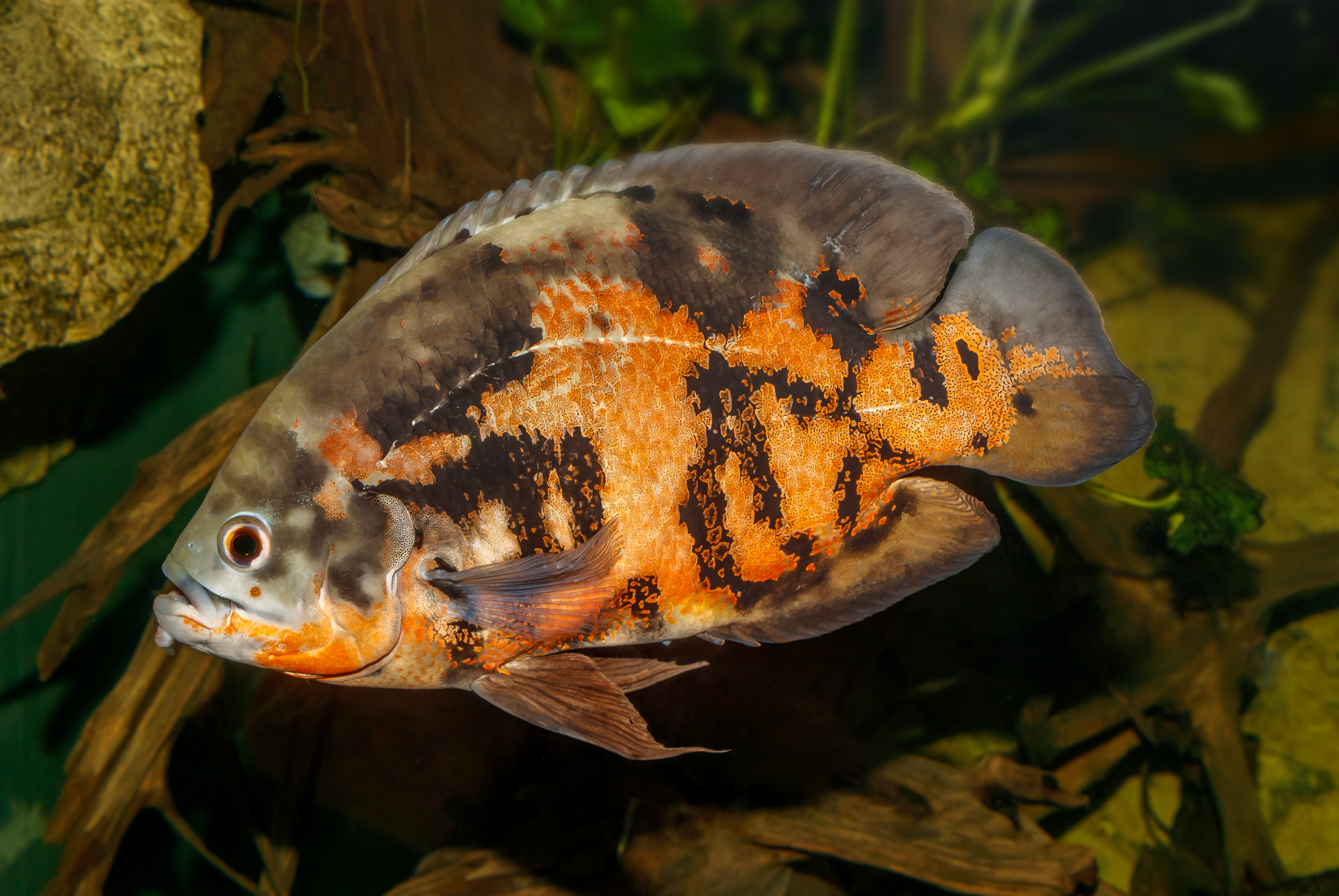
Un oscar dans le zoo de Karlsruhe.

La taille maximale connue pour Astronotus ocellatus est de 457 mm et un poids maximum de 1,6 kg. Toutefois sa taille habituelle est d'environ 240 mm. Il se distingue notamment par son énorme bouche, son corps ovoïde et son ocelle sur le pédoncule caudal, celle-là même à l'origine du nom ocellatus. À l'état naturel, ses flancs varient le plus souvent du brun au noir, auréolés de zones rouge orangé. Cependant, les formes d'élevage voient généralement ces zones s'étendre parfois uniformément sur presque tout le corps. De plus, il existe  des formes albinos, d'un blanc ivoire et dont les flancs sont cuivrés. Il est aussi très territorial.
L'espérance de vie dépasse les quinze ans dans de bonnes conditions.
Le dimorphisme sexuel est très peu marqué.

## Noms communs
Astronotus ocellatus possède de très nombreux noms vernaculaires dont :
- en Allemagne, en allemand, Pfauenaugenbuntbarsch ;
- au Canada, en français, Astronotus ;
- aux États-Unis, en anglais, Marble cichlid, Oscar, Red oscar, Velvet cichlid ;
- en France, Oscar, Cichlidé œil de paon ;
- en Guyane française, en français et créole, Crombier, Krobié rouj, Paya ; en kali'na, Aluago elselepo ; en palikur, Masug

## Comportement
Il est déconseillé de maintenir les oscars en couples. En effet, l'un des deux poissons prendrait le dessus et l'oscar dominé aurait une vie misérable. En groupe, l'Oscar vivra dans une hiérarchie bien distincte, les plus petits seront toujours discriminés (si un écart de longueur entre oscars excédait les 5 cm les plus petits seraient tués par leurs congénères). Malgré sa taille, ce cichlidé est plutôt calme et paisible ; cependant il ne s’entendra pas avec d'autres poissons territoriaux (dits « caractériels »), et ce notamment pendant la période de reproduction où il fera tout pour défendre ses œufs et ses alevins. Toute cohabitation avec d'autres Cichlidés est à éviter. 

## Maintenance
Ce poisson, de grande taille, nécessite logiquement un aquarium conséquent. La maintenance de 5-6 sujets doit avoir lieu dans un aquarium de 1 000 litres environ.
L'aquarium doit être aménagé avec des racines et des pierres. Le tout doit être solidement fixé et bien agencé, car l'oscar peut se révéler être un véritable bulldozer. C'est pourquoi les plantes, trop fragiles, seront le plus souvent malmenées, voire arrachées.
Ce poisson étant relativement résistant, les paramètres physicochimiques de l'eau n'ont que peu d'importance. Son alimentation sera à base de poissons maigres, crevettes, moules, etc., le tout en grande quantité. C'est pourquoi l'oscar est un poisson très salissant, il faudra donc équiper l'aquarium d'une filtration conséquente. Mais il reste tout de même un poisson très attachant.
| Origine         | Amérique du Sud                                        | Eau           | eau douce     |
| Dureté de l'eau | 5-19 °GH                                               | pH            | entre 6 et 8  |
| Température     | 22-28 °C                                               | Volume mini.  | 300 l         |
| Alimentation    | Chair de poissons maigres, crevettes                   | Taille adulte | plus de 30 cm |
| Reproduction    | ovipare                                                | Zone occupée  | pleine eau    |
| Sociabilité     | Calme, mais peut être agressif avec certains individus | Difficulté    | -             |

## Reproduction
Un couple harmonieux pour la reproduction peut être maintenu dans un aquarium de 300 litres environ à part de l'aquarium principal s'il est communautaire, pour éviter toutes altercations entre les poissons. L'oscar est un pondeur sur substrat découvert (plusieurs centaines d'œufs), et les deux parents soigneront et garderont les petits ensemble. Les jeunes ont une robe noire et argentée et se nourriront des mêmes aliments que les parents, à partir du moment où ces aliments sont suffisamment petits pour être avalés.

## Publication originale
- von Spix & Agassiz, 1829-31 : Selecta genera et species piscium quos in itinere per Brasiliam annis MDCCCXVII-MDCCCXX jussu et auspiciis Maximiliani Josephi I.... colleget et pingendso curavit Dr J. B. de Spix.... Monachii [4] (texte intégral).